# エリザベート・ブールジーヌ
エリザベート・ブールジーヌ（Élizabeth Bourgine、1957年3月20日 - ）は、フランスの女優。ルヴァロワ＝ペレ出身。

## 出演作品
- ミステリー in パラダイス シーズン2（キャサリン）
- 猟犬たちの夜　そして復讐という名の牙
- ミステリー in パラダイス シーズン1（キャサリン）
- ぼくの大切なともだち（ジュリア）
- 新・メグレ警視／メグレと幽霊
- 誰かが知っている
- パリの女教師／追いつめられて
- 7thターゲット／第7の標的